# Bruno Fuchs
Pour les articles homonymes, voir Fuchs.
Bruno Fuchs, né le 7 avril 1959 à Colmar (Haut-Rhin), est un journaliste et homme politique français.
Membre du Mouvement démocrate, il est élu député dans la 6e circonscription du Haut-Rhin lors des élections législatives de 2017, puis est réélu en 2022. Il siège au sein du groupe MoDem à l'Assemblée nationale. Il est également conseiller d'Alsace depuis 2021.

## Biographie

### Famille
Bruno Fuchs est le fils de Jean-Paul Fuchs, député UDF de la première circonscription du Haut-Rhin puis de la deuxième.
Il a été l'époux de la journaliste Véronique Robert, morte quelques jours après son élection en juin 2017, à la suite de blessures causées par une explosion en Irak.

### Débuts à la télévision
Bruno Fuchs est un ancien journaliste de TF1 et de La Cinquième. Il a grandi à Colmar et a suivi une scolarité au lycée Bartholdi de la ville. Il est diplômé de l’Institut supérieur de gestion (ISG) de la Sorbonne.
En 1983, il entre à la chaîne de télévision TF1, où il occupe le poste de correspondant adjoint à Bruxelles pour les questions européennes et va également travailler au service économique de la chaîne, sous la direction d’Hervé Bourges[source secondaire nécessaire].
En 1992, il devient présentateur et rédacteur en chef du Journal de la nuit de TF1[source secondaire nécessaire].
En 1995, il rejoint Jean-Marie Cavada sur La Cinquième comme rédacteur en chef et présentateur de l’émission quotidienne Atout savoir [source secondaire nécessaire].
À la rentrée 1998, il est chargé de l’émission Comment faire sur France 2.

### Chef d'entreprise
En 2008, Bruno Fuchs rachète l'agence de communication « Image et stratégie » à Thierry Saussez.
En 2014, avec Vincent Champain et Éric Fromentin, il fonde le think tank « L'Observatoire du long terme » qui est centré sur l’analyse d’enjeux politiques et économiques à long terme.

## Parcours politique
En septembre 2015, Bruno Fuchs fait partie des personnes accompagnant le président François Hollande au Maroc pour une rencontre « de travail et d'amitié ».
En octobre 2016, il soutient Emmanuel Macron. Il est élu député apparenté MoDem de la sixième circonscription du Haut-Rhin le 18 juin 2017, avec 64,16 % des voix, devant un candidat du Front national,.
Il est élu au second tour des élections législatives le 19 juin 2022 avec 18 604 voix sur 94 500 inscrits soit 19,69% des inscrits et 55.31 % des suffrages exprimés.
Il est élu au second tour des élections législatives le 7 juillet 2024 avec 32 651 voix sur 93 929 inscrits soit 34,76% des inscrits et 55.25 % des suffrages exprimés.

## Prises de positions
En septembre 2022, il dépose une proposition de loi visant à lutter contre la fraude au compte personnel de formation (CPF) et à interdire le démarchage de ses titulaires pour laquelle il est désigné rapporteur à l'Assemblée nationale. Le texte est voté à l'unanimité en première lecture à l'Assemblée nationale le 6 octobre 2022.
Il milite pour le déstockage des déchets toxiques sous la nappe phréatique d'Alsace, dans le cadre de l'affaire StockaMine, auprès de la ministre de la Transition écologique, Barbara Pompili.
En novembre 2023 il présente, devant la commission des Affaires étrangères de l'Assemblée nationale, avec Michèle Tabarot un rapport d'information parlementaire sur les relations entre la France et l'Afrique. Ce rapport souligne la  « perte d'influence de la France » et appelle à « l'édification d'une nouvelle stratégie africaine » par le biais d'une trentaine de propositions (création d'un visa spécifique pour les pays d'Afrique de langue française, rebâtir un corps diplomatique plus vigoureux et plus ouvert aux Français d'origines africaines ou maghrébines, transformer l'Agence française de développement en France Partenariat, remettre la politique africaine de la France au cœur du débat parlementaire, ou encore créer un Institut des hautes études sur l’Afrique). Ce rapport que le journaliste politique alsacien Emmanuel Delahaye décrit comme « dépourvu de langue de bois » dénonce également « une condescendance post-coloniale digne d'OSS 117 ».

## Décorations
- Commandeur de l’ordre national du Mérite (Roumanie)[réf. nécessaire]